# Wino mszalne

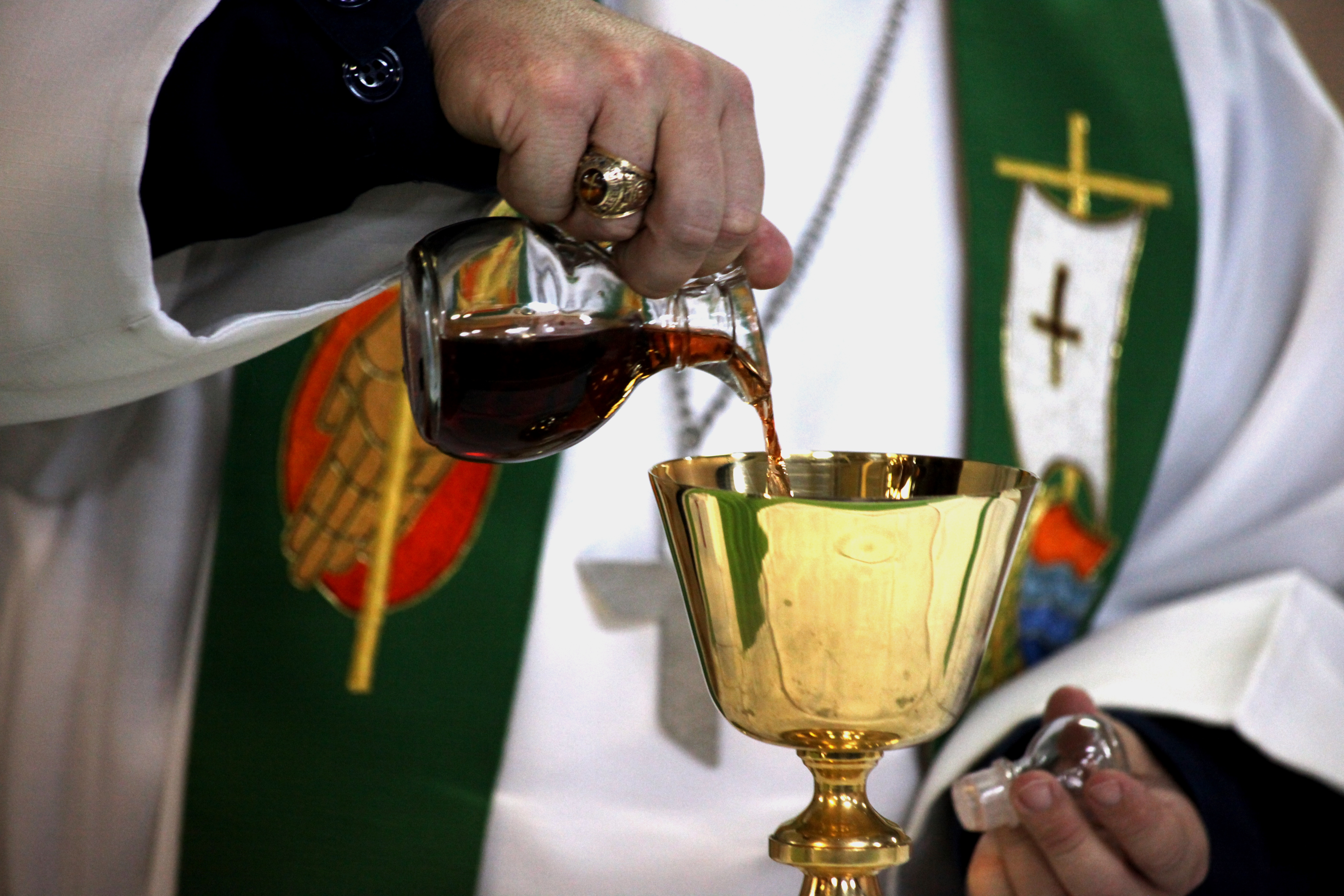
Wino mszalne

Wino mszalne – wino używane w Eucharystii. Według teologii katolickiej zachodzi podczas niej przemiana wina w krew Chrystusa (transsubstancjacja).
Zgodnie z instrukcją Redemptionis Sacramentum, opisującą prawidłowe sprawowanie mszy świętej, wino mszalne powinno spełniać następujące wymagania – być:
- naturalne, z winogron;
- czyste, bez domieszek obcych substancji;
- odpowiednio przechowywane, niezepsute, nieskwaśniałe;
- bez wątpliwości odnośnie do jego prawdziwości i pochodzenia[1].

Kodeks prawa kanonicznego z 1983 podaje jedynie, że wino powinno być naturalne z owocu winnego (naturale de genimine vitis) i niezepsute (non corruptum) (KPK, kan. 924 § 3). Podczas sprawowania Eucharystii dodaje się do niego trochę wody (KPK, kan. 924 § 1).
W produkcji wina dozwolone są dodatki konserwujące wino (np. siarkowanie wina), szaptalizacja. Wino należy nabywać u upoważnionego przez kurię diecezjalną producenta lub dystrybutora win mszalnych. Muszą oni przed swoim biskupem złożyć przyrzeczenie, że sprzedawane przez nich wino spełnia warunki stawiane winu mszalnemu (zgodność z prawem winiarskim danego kraju oraz kościelnym).
Jeśli prezbiter nie może przyjąć Komunii Świętej w postaci wina (np. z powodu alkoholizmu), może uzyskać zgodę od ordynariusza na używanie moszczu z winogron (mustum). We mszy koncelebrowanej prezbiterzy mogą przyjmować Komunię „per intinctionem” (przez zanurzenie).
W Kościele zachodnim preferuje się białe wino mszalne ze względu na pozostawianie plam przez czerwone wino na puryfikaterzu. Kościoły wschodnie preferują czerwone wino, które lepiej symbolizuje krew.